# Kacze Czuby
Kacze Czuby (słow. Kačací hrb) – postrzępiony odcinek grani głównej Tatr Wysokich Rysy – Przełęcz pod Kopą, między Kaczym Szczytem (Kačací štít, 2401 m n.p.m.), a Kaczą Przełęczą. Znajduje się na wysokości 2380 m n.p.m.